# جون أرسكين (مؤلف)
جون أرسكين (بالإنجليزية: John Erskine)‏ (5 أكتوبر 1879، نيويورك في الولايات المتحدة - 2 يونيو 1951، نيويورك في الولايات المتحدة)؛ كاتب، سيناريست وروائي أمريكي.

## روابط خارجية
- جون أرسكين على موقع IMDb (الإنجليزية)
- جون أرسكين على موقع الموسوعة البريطانية (الإنجليزية)
- جون أرسكين على موقع أول موفي (الإنجليزية)
- جون أرسكين على موقع قاعدة بيانات الفيلم (الإنجليزية)